# 1729
1729（千七百二十九、せんななひゃくにじゅうきゅう）は自然数、また整数において、1728の次で1730の前の数である。

## 性質
- 1729は合成数であり、約数は1, 7, 13, 19, 91, 133, 247, 1729である。
  - 約数の和は2240。
- 1729 = 7 × 13 × 19 
  - 261番目の楔数である。1つ前は1705、次は1730。
  - 楔数がハーシャッド数になる51番目の数である。1つ前は1659、次は1810。
  - 楔数の素因数が等差数列になる7番目の数である。1つ前は1581、次は2465。（オンライン整数列大辞典の数列 A262723）
- 3番目のカーマイケル数である。1つ前は1105、次は2465。
- 1729 = 13 + 123 = 93 + 103
  - 2つの正の立方数の和2通りで表せる最小の数（ハーディ＝ラマヌジャン数）である。次は4104。
  - ただし負の立方数も含めれば、絶対値が最小であるのは 0 と 1 を除くと91である。（91 = 63 + (−5)3 = 43 + 33）
- 2番目のタクシー数である。1つ前は2、次は87539319。
- 364番目のハーシャッド数である。1つ前は1728、次は1740。
  - 19を基とする4番目のハーシャッド数である。1つ前は1558、次は2584。
- 1729 = 123 + 1
  - n = 3 のときの 12n + 1 の値とみたとき1つ前は145、次は20737。（オンライン整数列大辞典の数列 A178248）
  - n = 12 のときの n3 + 1 の値とみたとき1つ前は1332、次は2198。（オンライン整数列大辞典の数列 A001093）
- 各位の数字の総和と、その総和の数の数字の並び順を逆にした数との積が元の数に一致するという性質を持つ4つの自然数の最大の自然数である。1つ前は1458。（藤原正彦、オンライン整数列大辞典の数列 A110921。例：1 + 7 + 2 + 9 = 19 → 19 × 91 = 1729）
- 約数の和が1729になる数は1個ある（1089）。約数の和1個で表せる270番目の数である。1つ前は1724、次は1742。
- 各位の和が19になる74番目の数である。1つ前は1693、次は1738。

## その他 1729 に関連すること
- 西暦1729年